# Alejandría Protasia
Alejandría Protasia, también conocida como Alejandría en Drangiana, fue una de las más de setenta ciudades que fundó o renombró Alejandro Magno.
La ciudad fue fundada por Alejandro Magno durante una pausa entre Herat, donde se encontraba otra de las fortalezas de Alejandro, y Kandahar, y es nombrada por Estrabón, Plinio el Viejo, Amiano Marcelino, Isidoro de Cárax y Pseudo Plutarco.
Alejandro Magno llegó a Drangiana en noviembre del 330 a. C. en su camino a Kandahar, y encontró una provincia bien organizada del Imperio aqueménida. Alejandro nombró un nuevo sátrapa, Arsames, y rebautizó la capital como Protasia (Anticipación), ya que allí Alejandro había descubierto una conspiración contra su vida, organizada por su compañero Filotas.

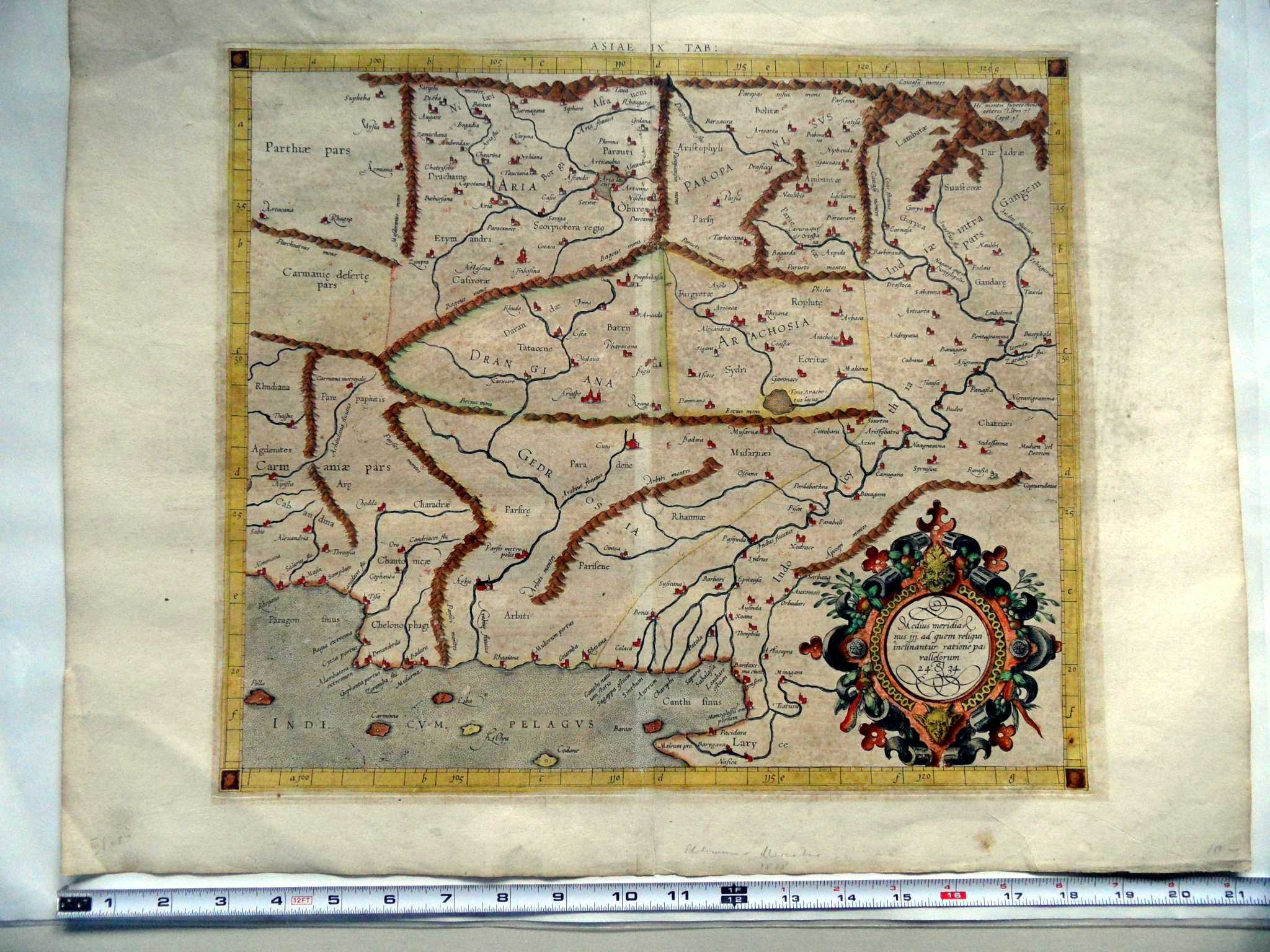
Hoja IX del Mapa Mercator (1578) en la que se muestran tres de las Alejandrías fundadas por Alejandro Magno.

La situación de Protasia es actualmente desconocida. La opinión ortodoxa es que Protasia se encontraba en la actual Farāh, en Afganistán (también conocida como Phra) y que la ciudadela de Farāh contiene los restos de su fortaleza. Sin embargo, si se toman las distancias dadas por Plinio, Eratóstenes y Estrabón, Tarn cree que Farāh está demasiado cerca de Herat y que la ciudad debería realmente estar cercana a Zaranj. Otros creen que se encontraba en el distrito de Nād-e 'Alī.
El mapa mundial de 1578 que Mercator elaboró a partir del mapa de Claudio Ptolomeo muestra la ciudad algo al norte de los lagos de Zaranji.